# Під прицілом кохання
«Під прицілом кохання» — кінофільм режисера Дмитра Лактіонова, що вийшов на екрани в 2012 році.

## Зміст
З даху торгового центру впала Анна Власова - дочка великого бізнесмена. Слідчий Борисов не знаходить мотивів для вбивства, тим більше, що в крові дівчини були знайдені наркотики. Але сестра загиблої Кіра не вважає, що Аня сама вирішила звести рахунки з життям. Вона вирішує розібратися в дивній смерті сестри, і переконує Борисова не закривати справу. Той продовжує шукати докази, а тим часом і сама Кіра шукає найменшу ниточку, щоб розплутати клубок. І події починають розвиватися з лякаючою швидкістю: всі знайомі Ані, чиї свідчення були важливі для слідства - гинуть. Кіра не підозрює, що правда, яку вона шукає, може виявитися смертельною і для неї самої.

## Ролі
| Актор               | Роль                     |
| ------------------- | ------------------------ |
| Яна Соболевська     | Кіра Власова             |
| Павло Баршак        | Олексій Борисов, слідчий |
| Денис Рожков        | -                        |
| Володимир Симонов   | -                        |
| Олександра Назарова | -                        |
| Олексій Смолка      | -                        |
| Софія Стеценко      | -                        |
| Марина Богатова     | -                        |
| Заза Чантурія       | -                        |
| Дмитро Гаврилов     | -                        |

## Знімальна група
- Режисер — Дмитро Лактіонов
- Сценарист — Едуард Пальмов
- Продюсери — Юрій Мінзянов, Влад Ряшин
- Композитор — Євген Зайцев